# Shimizu S-Pulse
El Shimizu S-Pulse (清水エスパルス Shimizu Esuparusu?) es un equipo de Japón que juega en la J1 League desde la temporada 2025. El club está situado en el barrio de Shimizu, en Shizuoka y disputa sus partidos como local en el IAI Stadium Nihondaira.
El nombre del equipo S-Pulse es una combinación de S que ha sido tomada de las siguientes palabras: Shizuoka, Shimizu, y Soccer. Por otra parte, el Pulse es una referencia al apoyo de aficionados y jugadores en la marcha del equipo.

## Historia
Shizuoka era una de las zonas de Japón con mayor concentración de equipos juveniles y aficionados al fútbol, por lo que la J. League decidió que uno de los equipos de la zona jugase en el nuevo campeonato profesional. Aunque en un principio ese papel estaba previsto que lo ocupara el equipo de la empresa Yamaha, se decidió crear un nuevo club con presencia en el este de la prefectura.
El nuevo equipo se presentó oficialmente en 1991 con el nombre de Shimizu S-Pulse y contó con el apoyo de varias empresas y las autoridades y ciudadanos de Shizuoka. Para dar una mayor salida a los jugadores juveniles de la prefectura, el equipo decidió durante sus primeros años de existencia no contratar jugadores que no fueran de la región (dicha limitación no existe a día de hoy). Su primer partido fue un amistoso ante Gamba Osaka, y en 1992 dio la sorpresa al llegar a la final de la Copa J. League frente a Verdy Kawasaki, contra los que terminaron perdiendo. Durante sus primeras temporadas S-Pulse luchó por conseguir la Liga, comandado por entrenadores internacionales como Osvaldo Ardiles o Steve Perryman.
En 1996 Shimizu consigue su primer título al ganar la Copa J. League y a pesar de firmar buenas temporadas, su rival de prefectura, Júbilo Iwata, le sobrepasó en títulos con varias victorias en la J. League Division 1 y otras competiciones. La situación del club pasó a complicarse con la crisis de la J. League, y no se solucionó hasta 1998 cuando se produjo un cambio en la propiedad del club, para evitar problemas económicos derivados de la falta de patrocinadores. A comienzos de la década de 2000 la situación del equipo en lo deportivo mejora, y S-Pulse pasa a ser un club más competitivo. Tras ganar la Recopa en el año 2000, Shimizu S-Pulse vence en 2001 en la Copa del Emperador, no sin antes haber terminado la primera y segunda ronda de liga en cuarta posición.
Desde 2002 el equipo no ha ganado ningún título, siendo el año 2008 su ocasión más cercana cuando perdieron la final de la Copa J. League ante Oita Trinita.
En el año 2022 descendió al quedar en el puesto 17.º. Llegaba al último partido de esa temporada con la necesidad de ganar de visitante ante el Hokkaido Consadole Sapporo para no descender. cosa que estaba logrando ya que se puso 2-3 arriba en el minuto 78, sin embargo una ráfaga de dos goles del Hokkaido al minuto 86 y al 91, hicieron que el Shimizu consumara su descenso a la J League 2 después de seis años.
En su primer año de regreso en J2 League pugnaron por el ascenso directo hasta la última jornada. Sin embargo un empate en esta misma ante Mito HollyHock por 1-1 y las simultáneas victorias de Júbilo Iwata y Tokyo Verdy los relegó al 4° puesto. por consiguiente a jugar el Play-off de ascenso. En las semifinales se enfrentaron al 5° colocado, Montedio Yamagata. Empatando 0-0 y consiguiendo el pasaje la final gracias a la ventaja deportiva por mejor ubicación en la tabla. En la final se enfrentaron a Tokyo Verdy (Tercer clasificado) en el Estadio Nacional de Tokio con la obligación de ganar. Puesto que un empate significaría el ascenso del conjunto capitalino. El partido no se abrió hasta el minuto 63 cuándo una mano en el área de Tokyo Verdy cometida por el centrocampista y capitán Koki Morita fue señalada como penalti, este fue ejecutado exitosamete por el delantero Brasileño Thiago Santana, poniendo a Shimizu en ventaja 0-1. El partido transcurrió con normalidad hasta que al cuarto minuto de descuento. Una falta en el área sobre Itsuki Someno fue pitada como penalti gracias al Video Arbitraje. El mismo Someno cobró el penal, marcándolo y dejando sin posibilidades de ascenso a Shimizu, perdiendo la final gracias a la ventaja deportiva después de empatar 1-1.
En la temporada 2024 volvieron a ser contendientes por el ascenso a J1 League, su ascenso fue conseguido en la antepenúltima jornada después de una victoria por 1-0 ante Tochigi.

## Estadio
El campo donde Shimizu S-Pulse disputa sus partidos como local es el Outsourcing Stadium Nihondaira, que cuenta con capacidad para 20.399 personas y césped natural. Debido a la capacidad reducida del campo, es frecuente que S-Pulse dispute partidos de Liga y Copa en otros campos, siendo el más habitual el Estadio Ecopa de Shizuoka para los encuentros frente a Júbilo Iwata. Está previsto una expansión de aforo para dar cabida a más seguidores.
S-Pulse entrena en Miho Ground, un campo donde además las categorías inferiores disputan sus partidos y donde el equipo dispone de sus oficinas centrales desde su creación.

## Palmarés
En negrita las competiciones vigentes.
| Competición nacional     | Títulos    | Subcampeonatos         |
| ------------------------ | ---------- | ---------------------- |
| J1 League (0/1)          |            | 1999                   |
| Copa del Emperador (1/4) | 2001       | 1998, 2000, 2005, 2010 |
| Copa J. League (1/4)     | 1996       | 1992, 1993, 2008, 2012 |
| Supercopa de Japón (2/3) | 2001, 2002 | 1999                   |
|                          |            |                        |
| J2 League (1/1)          | 2024       | 2016                   |

| Competición internacional | Títulos   | Subcampeonatos |
| ------------------------- | --------- | -------------- |
| Recopa de la AFC (1/0)    | 1999-2000 |                |
| Supercopa de la AFC (0/1) |           | 2000           |

## Jugadores

### Jugadores destacados
| Japón - Shinji Okazaki - Katsumi Oenoki - Toshihide Saito - Alessandro dos Santos - Takumi Horiike - Kazuyuki Toda - Teruyoshi Ito - Kenta Hasegawa - Kota Sugiyama |  | Japón (Cont.) - Masahiro Ando - Masaaki Sawanobori - Masanori Sanada - Ryuzo Morioka - Daisuke Ichikawa - Yasutoshi Miura - Tatsuru Mukojima - Akihiro Hyodo - Jumpei Takaki (2001-2010) |  | CONMEBOL - Fernando Oliva - Sidmar - Toninho - Baron |  | UEFA - Daniele Massaro |

## Entrenadores
| Entrenador          | País       | Periodo   |
| ------------------- | ---------- | --------- |
| Emerson Leão        | Brasil     | 1992-1994 |
| Rivelino            | Brasil     | 1994      |
| Masakatsu Miyamoto  | Japón      | 1995-1996 |
| Osvaldo Ardiles     | Argentina  | 1996-1998 |
| Steve Perryman      | Inglaterra | 1999-2000 |
| Zdravko Zemunović   | Serbia     | 2001-2002 |
| Takeshi Oki         | Japón      | 2002-2003 |
| Koji Gyotoku        | Japón      | 2003      |
| Antoninho           | Brasil     | 2003-2004 |
| Nobuhiro Ishizaki   | Japón      | 2004      |
| Kenta Hasegawa      | Japón      | 2005-2010 |
| Afshin Ghotbi       | Irán       | 2011-2014 |
| Katsumi Oenoki      | Japón      | 2014-2015 |
| Kazuaki Tasaka      | Japón      | 2015      |
| Shinji Kobayashi    | Japón      | 2016-2017 |
| Jan Jönsson         | Suecia     | 2018-2019 |
| Yoshiyuki Shinoda   | Japón      | 2019      |
| Peter Cklamovski    | Australia  | 2019-2020 |
| Miguel Ángel Lotina | España     | 2021      |
| Hiroaki Hiraoka     | Japón      | 2021-2022 |
| Yoshiyuki Shinoda   | Japón      | 2022      |
| Zé Ricardo          | Brasil     | 2022-2023 |
| Tadahiro Akiba      | Japón      | 2023-Act. |

## Rivalidades
Derbi de Shizuoka
Es un encuentro disputado por los dos clubes más importantes de la Prefectura de Shizuoka, Júbilo Iwata y Shimizu S-Pulse. Este partido normalmente se lleva a cabo en el Estadio Ecopa, el recinto más grande de la prefectura. Se consideran también una parte del derbi los equipos de Azul Claro Numazu y el Fujieda MYFC.
Derbi del Fujisan (Monte Fuji)
El derbi del Fujisan lo disputan los clubes representatidos de los lados opuestos del Monte Fuji, enfrentándose así el Shimizu-S-Pulse y el Ventforet Kofu.